# Damepionopening
In het schaken is een damepionopening een opening die begint met een opmars van de witte damepion, dus met 1.d2-d4 of met 1.d2-d3. 
De damepionopening valt uiteen in drie subcategorieën: 
- Gesloten spelen, beginnend met 1.d2-d4 d7-d5
- Halfgesloten spelen, waarbij wit begint met 1.d2-d4, en zwart iets anders speelt dan 1... d7-d5
- Miesesopening, openingen beginnend met 1.d2-d3

De damepionopening kan leiden tot het damesgambied: 1.d4-d5 2.c4